# Kwacha zambiano
O kwacha, ou, nas suas formas aportuguesadas, cuacha ou quacha zambiano (ISO 4217 código: ZMW) é a moeda da Zâmbia. Divide-se em 100 ngwee.

## Etimologia
O nome da unidade monetária deriva da palavra das línguas nianja e bemba para "alvorada", aludindo ao slogan nacionalista zambiano para "uma nova alvorada de liberdade". A palavra ngwee significa "brilhante" em nianja.

## História
Após a independência, o Banco da Zâmbia emitiu a primeira moeda zambiana, a libra zambiana, em 1964. As notas e moedas de papel emitidas eram de denominações semelhantes às usadas antes da independência, exceto pela nota de 10 libras, que nunca foi emitida pelo Banco da Zâmbia.
Em 1968, o kwacha substituiu a libra zambiana à taxa de 2 kwachas = 1 libra.